# Bauhaus-Tapete

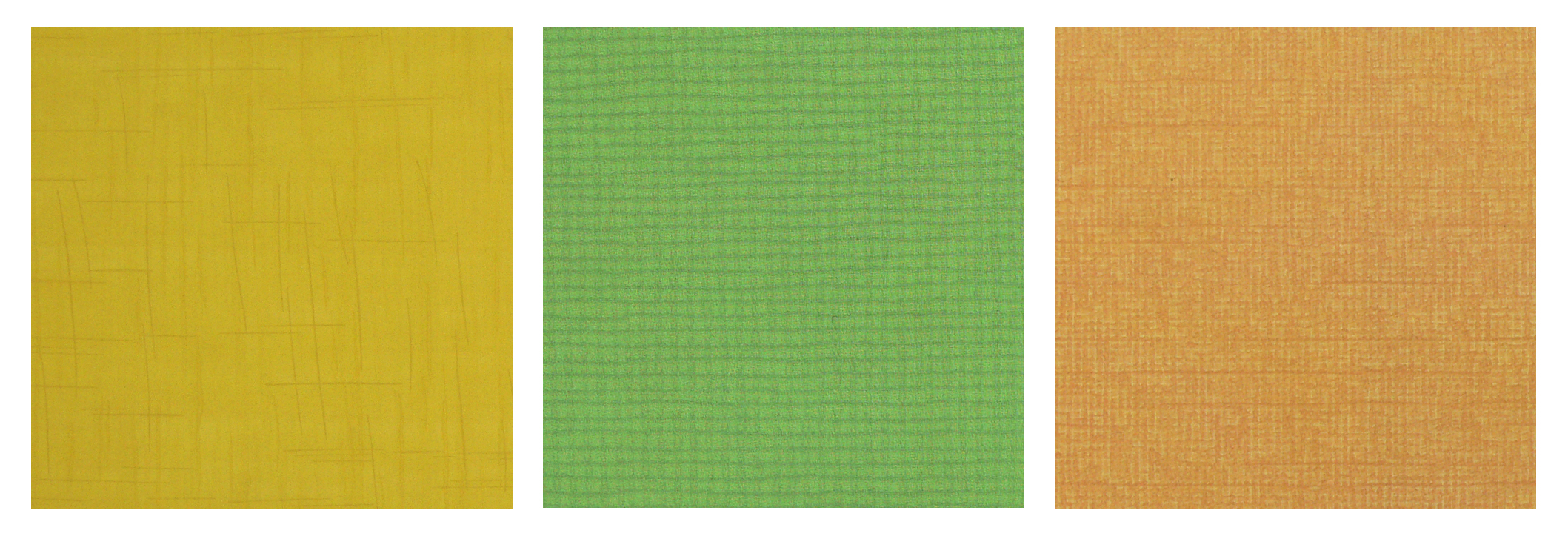
Drei Muster von Bauhaus-Tapeten, links Muster b 4

Bei den Bauhaus-Tapeten handelt es sich um eine vom Bauhaus gestaltete Kollektion von ursprünglich 14 Tapetenmustern. Die Tapeten wurden im Jahr 1929 erstmals von der Tapetenfabrik Gebr. Rasch in Bramsche hergestellt und werden seither von dem Unternehmen in modernisierter Form produziert. Sie gelten als das einzige Produkt des Bauhauses, das bis heute industriell hergestellt wird.

## Beschreibung
Die erste Tapetenkollektion des Bauhauses entstand 1929 und war für die Tapetensaison des Jahres 1930 bestimmt. Sie kam als Musterkarte heraus und wurde als „blaue Bauhaus-Karte“ oder „blaue Rasch-Karte“ bezeichnet. Zusammengestellt wurde sie von der Werkstatt für Wandmalerei des Bauhauses. Die mit einem blauen Buchdeckel eingebundene Karte enthielt auf 145 Blatt 14 Muster in jeweils fünf bis 15 Farbvarianten. Die Entwürfe hatten kleinteilig strukturierte Dessins und wiesen Textilstrukturen, feinste Rasterungen, Gitterungen, vertikale und horizontale Strichelungen, verschwimmende Querschraffuren oder Wellen auf. Muster und Hintergrund waren in unterschiedlichen Abstufungen eines Farbtones gehalten, wodurch Untergrund und Ornament changierten. Auf diese Weise geriet die Wandfläche optisch in Schwingung. In die Tapetenproduktion gingen nur helle und freundliche Farbtöne mit kleinteiligen Strich- und Punktmustern, die der klaren, schnörkellosen Ästhetik des Bauhauses entsprachen. Die Tapeten waren für die gesamte Wand bestimmt und hoben die bis dahin geltende Unterteilung der Wandfläche in Sockel, Bildfeld und Fries auf.
Nach dem Zweiten Weltkrieg war bei der Tapetenfabrik Gebr. Rasch der frühere Bauhauslehrer Hinnerk Scheper für die Tapetenentwürfe und ihre Farbgebung verantwortlich. In den 1950er Jahren knüpfte die weitergeführten Bauhaus-Tapeten mit aufgebrachten plastischen Massen an Strömungen des skandinavischen Designs an. Heute (2019) bietet die Tapetenfabrik Gebr. Rasch Tapeten in 40 verschiedenen Oberflächenstrukturen an, die mit 72 Farbtönen kombiniert werden können. Laut dem Unternehmen ergebe die Kombination der Tapetenstruktur mit den Farben eine Wandgestaltung im Sinne des Bauhauses. Die Dessins und Farbtöne seien mit dem Bauhaus-Archiv in Berlin abgestimmt.

Tapetenmuster
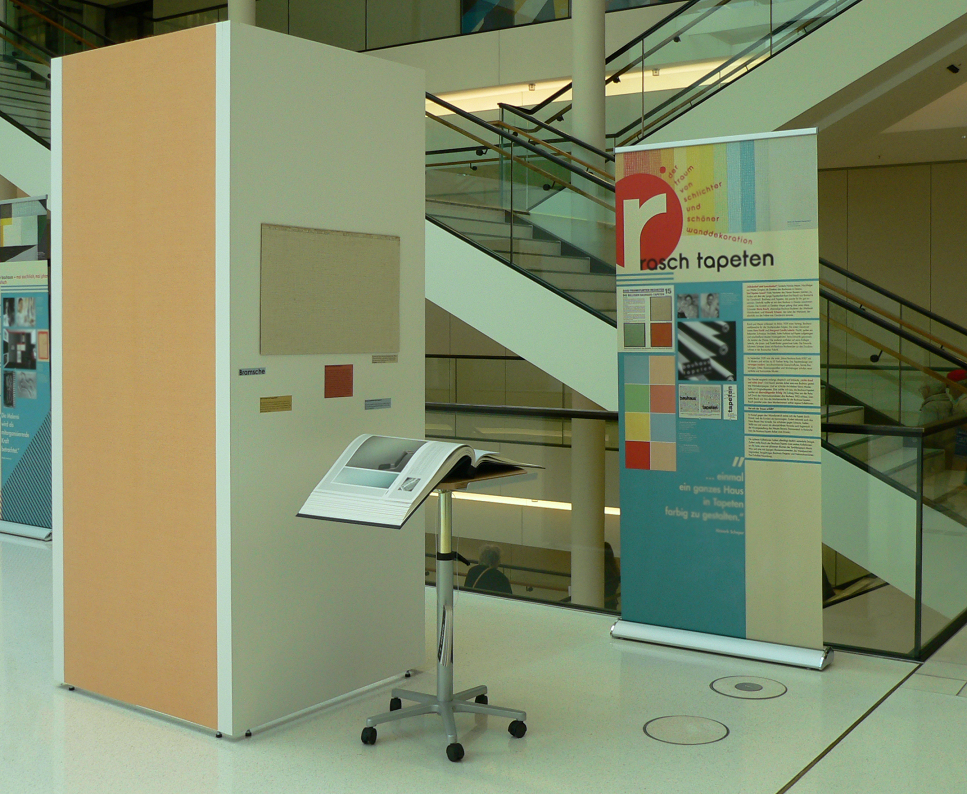
Bauhaus-Ausstellung im Niedersächsischen Landtag, 2019
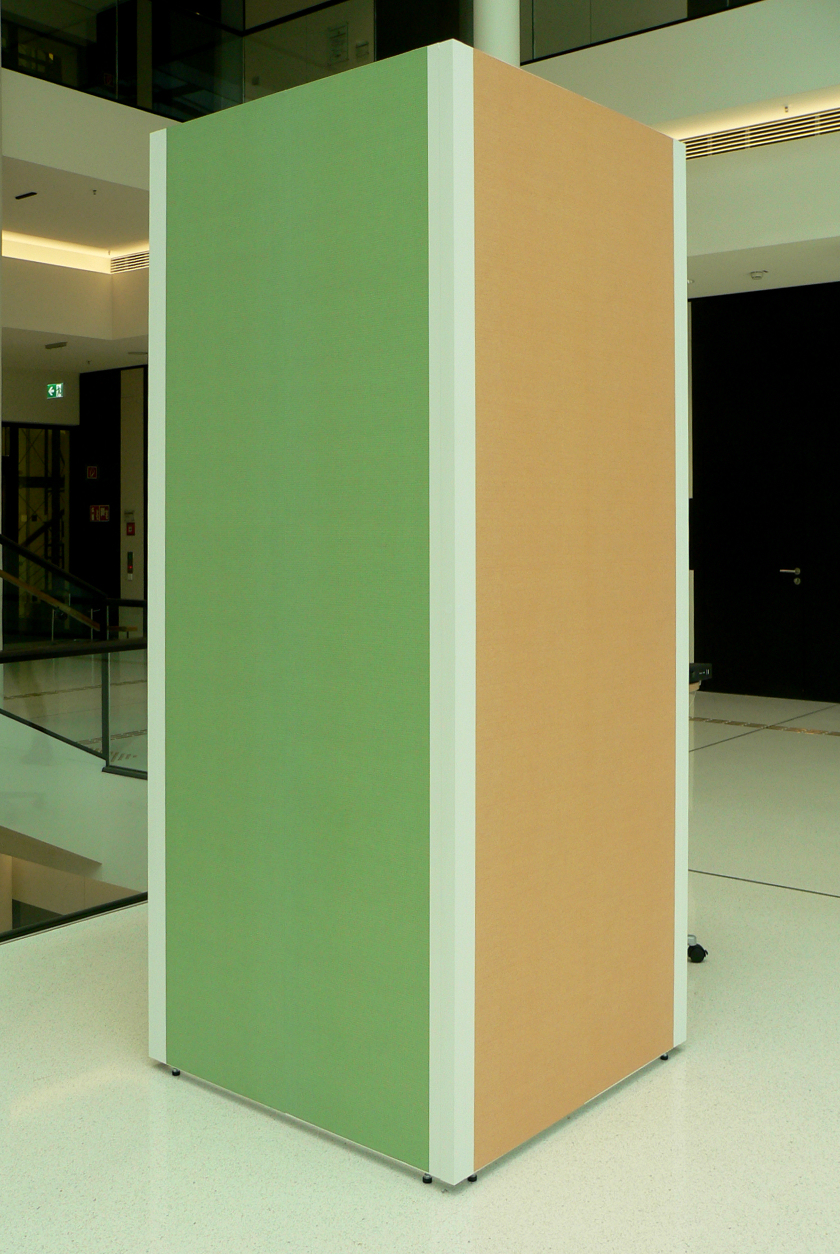
Zwei Bauhaus-Tapeten in der Ausstellung
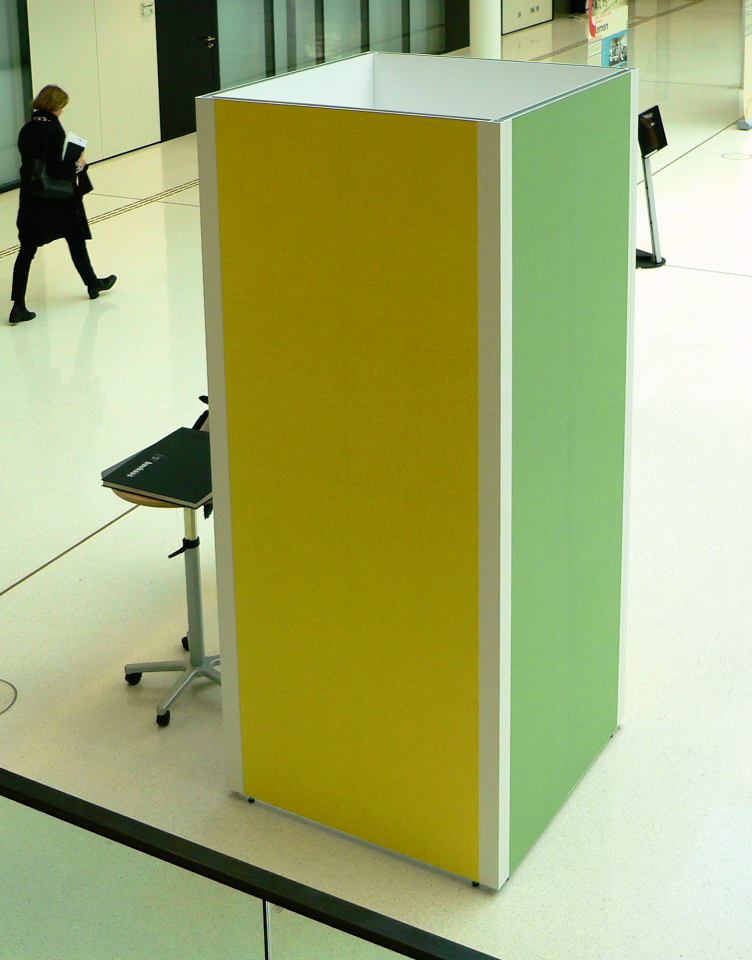
Zwei Bauhaus-Tapeten in der Ausstellung

## Geschichte
Die Herstellung der Bauhaus-Tapeten beruht auf einem Kooperationsangebot des Geschäftsführers Emil Rasch von der Tapetenfabrik Gebr. Rasch im Jahr 1928 an das Bauhaus Dessau. Für den Kontakt mit dem Direktor des Bauhauses Hannes Meyer hatte die Schwester von Emil Rasch und frühere Bauhausschülerin Maria Rasch gesorgt. Die 1929 einsetzende Tapetenproduktion beruht auf einem im März 1929 geschlossenen Vertrag, der das Bauhaus verpflichtete, etwa 12 Entwürfe für eine Tapeten- und Musterkollektion zu erstellen. Für Reklame war laut Vertrag 5 % und später 8 % vom Umsatz vorgesehen.
Innerhalb des Bauhauses wurde ein Wettbewerb zur Gestaltung der Tapeten ausgeschrieben. Der Schüler Hans Fischli gewann mit seinen Entwürfen zwei Drittel der ausgelobten Preise. Das andere Drittel ging an die Schülerin Margaret Leiteritz. Der Anspruch, der mit den entworfenen Bauhaus-Tapeten verbunden war, bestand darin, das Leben der kleinen Leute in ihren Volkswohnungen zu verbessern. Die Entwürfe waren eine Abkehr vom damals teuren Tapetenwandschmuck mit Ornamentik in Gestalt großformatiger Blumenmotive.
Die Bauhaus-Tapeten waren anfangs ein Misserfolg, da nur 4 von rund 50 Großhändlern sie in ihr Programm aufnahmen. Daraufhin startete die Firma Rasch eine groß angelegte Werbekampagne mit Werbemitteln, die die Reklamewerkstatt des Bauhauses entworfen hatte. Sie erfolgte durch Zeitschriftenannoncen und durch den Versand von 10.000 kleinen Musterbüchern an die Architektenschaft. Auf diese Weise wurde der Zwischenhandel umgangen und die Tapeten entwickelten sich mit Verkäufen in Höhe von 26.000 Reichsmark noch 1930 zum Verkaufsschlager. Architekten setzten sie zunehmend in Siedlungen des Neuen Bauens, wie in der Siedlung Dammerstock in Karlsruhe, ein. Selbst in der Reichskanzlei in Berlin wurden Bauhaus-Tapeten verwendet, womit das Unternehmen Rasch 1931 durch Anzeigen in der Deutschen Tapetenzeitung warb („auch in der reichskanzlei bauhaustapeten“). Ebenfalls im „Braunen Haus“ der NSDAP in Osnabrück fanden sich die Tapeten. Das Bauhaus war am Verkauf der Bauhaus-Tapeten durch eine Provision von acht Prozent beteiligt. Die Tapeten waren unter den verschiedenen Lizenz- und Patenteinkünften die Haupteinnahmequelle des Bauhauses. Von den Erlösen war ein Teil an die Stadt Dessau abzuführen. Für das Jahr 1931 wird die Provision auf eine Summe von etwa 6000 Reichsmark geschätzt, von der die Stadt rund 4600 Reichsmark rückforderte.
Nach der Selbstauflösung des Bauhauses 1932 überschrieb sein letzter Direktor Mies van der Rohe 1933 die Rechte am Markennamen „bauhaus“ für 6000 Reichsmark der Tapetenfabrik Gebr. Rasch. Durch die Übertragung der Markenrechte waren die Bauhaus-Tapeten dem staatlichen Zugriff durch Liquidierung entzogen. Die Bauhaus-Karte mit den Tapetenmustern erschien mit Auffrischungen jährlich bis zur Karte 1940/41. Auf Grundlage dieser Musterkarte lief die Tapetenproduktion bis 1944 weiter. Nach einer kriegsbedingten Betriebspause am Ende des Zweiten Weltkriegs und in der Nachkriegszeit nahm die Tapetenfabrik Gebr. Rasch 1949 die Produktion von Bauhaus-Tapeten wieder auf.
Aus Anlass des 100. Jahres der Gründung des Bauhauses von 1919 widmete sich das Kulturgeschichtliche Museum Osnabrück im Jahr 2019 den Bauhaus-Tapeten in einer Ausstellung mit dem Titel „bauhaustapete – neu aufgerollt“. Im Niedersächsischen Landtag wurden 2019 in der Ausstellung „Der Traum vom neuen Leben – Niedersachsen und das Bauhaus“ auch einzelne ursprüngliche Bauhaus-Tapeten gezeigt.

## Hintergrund
Die Tapetenfabrik Gebr. Rasch war an einer Zusammenarbeit mit dem Bauhaus interessiert, da es wegen der Tapetenfeindlichkeit des Neuen Bauens in den 1920er Jahren Umsatzeinbrüche befürchtete. Die Bauhaus-Tapeten wurden schnell zum Hauptprodukt des Tapetenunternehmens.
Die Motivation von Seiten des Bauhauses, eine Kooperation mit der Industrie einzugehen, hatte wahrscheinlich politische und ökonomische Ursachen und entsprach der Umorientierung des Bauhauses in der Dessauer Ära zugunsten der Industrie und der industriellen Formgebung. Diese Richtung vertrat der neue Direktor des Bauhauses Hannes Meyer, dessen Maxime „Volksbedarf statt Luxusbedarf“ lautete.